# Зараган
Зараган (азерб. Zarağan) — село и муниципалитет в Габалинском районе Азербайджана.

## География
Село расположено на берегу реки Дамир-Апаранчай в 7 км к юго-западу от Габалы. Соседние села Дашча и Айдынгышлаг.
Зараган известен своими каштановыми рощами.

## Образование
В селе действуют две средние общеобразовательные школы и детский сад.

## Население
По данным «Кавказского календаря» на 1856 год в селе Зараганъ Куткашинского магала проживали азербайджанцы, указанные как татары-сунниты, язык татарский (азербайджанский).
По материалам посемейных списков на 1886 год, в селе Зараганъ Зараганского сельского общества насчитывалось 162 дыма и 841 житель и все «татары»-сунниты (азербайджанцы-сунниты), из которых мужчин было 470 человек, а женщин 371.
Согласно данным Азербайджанской сельскохозяйственной переписи 1921 года в селе Зараган Нухинского уезда насчитывалось 171 хозяйство, в которых проживало 717 жителей, указанных как азербайджанские тюрки (то есть азербайджанцы).
По материалам издания «Административное деление АССР», подготовленного в 1933 году Управлением народно-хозяйственного учёта АССР (АзНХУ), по состоянию на 1 января 1933 года Зараган являлся центром Зараганского сельсовета Куткашенского района Азербайджанской ССР. В селе насчитывалось 753 жителя (168 хозяйств), 753 мужчины и 439 женщин. Весь сельсовет состоял из сёл (Айдынкышлаг, Дашлыджа, Енгиджа, Тюнтюли). Национальный состав — 99,2 % тюрки (азербайджанцы).
По данным на 1979 год население села составляло 1653 человека.